# Gamboa Airport
Gamboa Airport är en flygplats i Chile.   Den ligger i provinsen Provincia de Chiloé och regionen Región de Los Lagos, i den södra delen av landet, 1 000 km söder om huvudstaden Santiago de Chile. Gamboa Airport ligger 41 meter över havet.
Terrängen runt Gamboa Airport är kuperad västerut, men österut är den platt. Närmaste större samhälle är Castro, 1,8 km norr om Gamboa Airport. 